# Keidanskygambiet
Bij het schaken is het Keidanskygambiet (ook wel de Keidansky-Urusov aanval genaamd) in de opening van een partij een variant in het open spel. Het gambiet heeft als beginzetten: 1.e4 e5 2.Lc4 Pf6 3.d4 ed 4.Pf3 Pxe4.
Eco-code C 24.